# Wulfila ventralis
Wulfila ventralis là một loài nhện trong họ Anyphaenidae.
Loài này thuộc chi Wulfila. Wulfila ventralis được Richard C. Banks miêu tả năm 1906.